# The Massacre (альбом The Exploited)
The Massacre (в переводе с англ. — «Резня») — шестой студийный альбом панк-рок-группы The Exploited, вышедший в 1990 году, второй альбом группы в жанре кроссовер-трэш.

## Об альбоме
По мнению многих музыкальных критиков, The Massacre является переломным альбомом не только в творчестве The Exploited, но и для всей панк-музыки в целом. Все треки звучат приблизительно в одном темпе, за исключением «Blown Out of the Sky» (Взрыв с небес) с мелодичной гитарной партией, звучащей во время припева. По сравнению с альбомом Beat the Bastards 1996 года, The Massacre получился гораздо менее тяжелым по звучанию, но более сложным в плане исполнительского мастерства. Продюсер Колин Ричардсон, известный по своим работам с группой Napalm Death, сказал, что смог сделать такое звучание, которое смогло разрушить сложившиеся стереотипы о панк-музыке. Тематика текстов являет собой недовольство и ненависть: к государственной власти, классовым предрассудкам, режимом полиции, религии, налогам, армии. Но, по словам лидера группы Уотти Бьюкэна, этот альбом не протест, а очень чётко сформированный взгляд, призывающий хоть кого-то задуматься над всеми этими проблемами.

## Список композиций
Все песни написаны группой The Exploited.
1. «The Massacre» — 3:03
2. «Sick Bastard» — 4:05
3. «Porno Slut» — 3:15
4. «Now I’m Dead» — 3:45
5. «Boys In Blue» — 3:58
6. «Dog Soldier» — 3:05
7. «Don’t Pay The Poll Tax» — 4:25
8. «Fuck Religion» — 3:12
9. «About To Die» — 3:30
10. «Blown Out Of The Sky» — 4:21
11. «Police Shit» — 3:54
12. «Stop The Slaughter» — 3:40

### Бонусные композиции на CD выпущенном в 2005 году
1. «Scaling the Derry Walls» — 2:09
2. «The Massacre» — 1:58
3. «About To Die» — 3:05
4. «Death Before Dishonour» — 2:12

## Участники записи
- Колин Ричардсон — продюсер
- Уотти Бьюкэн — сопродюсер, вокал
- Гогз — гитара
- Смикс — бас, вокал
- Тони — барабаны
- The Driffield Lager Louts — бэк-вокал